# Karl Gerke
Karl Gerke (* 10. August 1904 in Braunschweig; † 28. Juni 2002 ebenda) war ein deutscher Geodät. Von 1966 bis 1968 war er Rektor der Technischen Hochschule Braunschweig.

## Werdegang
Karl Gerke wurde nach einem mittleren Bildungsabschluss zunächst Vermessungstechniker. Nach kurzer Berufstätigkeit begann er als außerordentlicher Student ein Studium der Geodäsie an der Technischen Hochschule Braunschweig, holte das Abitur nach und schloss nach Studienjahren an der Technischen Hochschule zu Berlin sein Studium in Braunschweig mit der Diplomprüfung ab. 1935 legte er das Staatsexamen für den Beamtendienst ab und arbeitete zunächst als wissenschaftlicher Assistent an der TH Braunschweig. 1939 wurde er Beamter an der Heeresplankammer. Im Zweiten Weltkrieg war Gerke Major und als Geodät mit Kriegskarten und Vermessungsaufgaben befasst. Eine begonnene Dissertation wurde im Krieg zusammen mit anderem Eigentum zerstört.
Nach Kriegsende kehrte Gerke an die TH Braunschweig zurück, promovierte dort 1947 bei Egbert Harbert und konnte sich 1952 habilitieren. Er wurde 1955 noch einmal Beamter außerhalb der Universität als Abteilungsleiter am Institut für Angewandte Geodäsie in Frankfurt. Ab 1958 war er zusätzlich außerplanmäßiger Professor in Braunschweig. 1962 erhielt Gerke einen Lehrstuhl an der TH Braunschweig. Von 1966 bis 1968 war er Rektor der Hochschule. In die Zeit seines Rektorats fiel die Ausarbeitung der 1968 in Kraft getretenen neuen Satzung der Technischen Hochschule, die die Umbenennung in Technische Universität, eine Neuverteilung der Fächer auf die Fakultäten und die Einrichtung einer philosophischen Fakultät vorsah. Neu war auch, dass wissenschaftliche Mitarbeiter und Studenten in akademischen Belangen auf allen Ebenen eine Mitsprachemöglichkeit erhielten. Gerkes Nachfolger als Rektor war Herbert Wilhelm.

## Forschungsgebiete
Karl Gerke war ein Verfechter interdisziplinärer Forschung unter Einbeziehung von Geodäsie und anderen Geowissenschaften. Ein geodätisch-geophysikalisches Projekt unter Zusammenarbeit mit Wolfgang Torge und anderen Geowissenschaftlern diente der Dokumentation von jüngeren Erdkrustenbewegungen auf Island, wobei auch Methoden der Gravimetrie zum Einsatz kamen.

## Sportliche Erfolge und Gremienarbeit im Hochschulsport
Karl Gerke konnte als Jugendlicher Erfolge für den MTV Braunschweig erzielen. Er war mehrfacher deutscher Hochschulmeister im 100-Meter-Lauf. Gefeiert wurden im Sommer 1922 ein Sieg im 100-Meter-Lauf mit 11,0 Sekunden auf Rasenbahn und im Weitsprung mit 7,02 Metern ein deutscher Jugendrekord, der als Braunschweiger Kreisrekord noch 2010 bestand.
Für den Hochschulsport engagierte Gerke sich 1966 bis 1973 im Senat der TU Braunschweig als Vorsitzender des Sportausschusses und 1971 bis 1974 als Vorsitzender des Deutschen Hochschulausschusses für Leibesübungen.

## Mitgliedschaften
- Braunschweigische Wissenschaftliche Gesellschaft, ab 1965, 1970 Generalsekretär, 1971 bis 1977 Präsident
- Deutsche Union für Geodäsie und Geophysik, 1967 bis 1972 Präsident
- Deutsche Geodätische Kommission, ab 1960, 1867 bis 1972 Vorsitzender[1]

## Schriften
Karl Gerkes Qualifikationsarbeiten:
- Das Feinnivellement von Groß-Braunschweig 1946 und Folgerungen aus dem Vergleich mit den Messungen von 1931. Technische Hochschule Braunschweig 1947 (Dissertation)
- Über die Wirkung von vertikalen Erdkrustenberwegungen und Deformationen der Niveaufläche auf Nivellements hoher Genauigkeit, Technische Hochschule Braunschweig 1953 (Habilitationsschrift)